# Babelsberg, Kramfors
Babelsberg är en byggnadsminnemärkt byggnad i Kramfors som ursprungligen byggdes som ett tempel av nykterhetsrörelsen IOGT. Byggnadens nuvarande namn kommer från berget Babelsberg i Kramfors som det står på, dock hade byggnaden ett tidigare namn: Ordenshuset Templet nr. 72 Hemfrid av Templarorden.
Byggnaden har under tiden sedan invigningen år 1903 fungerat som samlings- och nöjeslokal där det bland annat bedrevs körsång, amatörteater, konserter och föreläsningar. Politiska möten hölls även i lokalen samt har den använts som lokal för facket, Frälsningsarmén och som vallokal vid val till Riksdag och kommunfullmäktige. Idag används Babelsberg främst som en nöjes- och festlokal för föreställningar och privata fester. 

## Renovering och restaurering
Kramfors stad tog över byggnaden 1947 och fem år efter renoverades den. En stor ändring som gjordes var att biostolar sattes in i byggnaden. 1995 renoverades bland annat taket som läckte, biostolarna togs bort och stora delar av byggnaden restaurerades vilket ledde till att byggnaden idag är mer lik ursprunget.